# Divinópolis (tiểu vùng)
Divinópolis là một tiểu vùng thuộc bang Minas Gerais, Brasil. Tiều vùng này có diện tích 5091 km², dân số năm 2007 là 391527 người.